# Klášter Villeneuve
Klášter Villeneuve (fr. Abbaye de Villeneuve ) je bývalý cisterciácký klášter v obci Les Sorinières nedaleko Nantes ve francouzském departementu Loire-Atlantique a bývalé pohřebiště rodiny bretaňských vévodů.
Klášter založila roku 1201 bretaňská vévodkyně Konstancie a jako prvotní konvent byli povoláni cisterciáci z Buzay. Náhrobky řady příslušníků rodiny bretaňských vévodů, uložených zde k odpočinku, byly zničeny po zrušení kláštera v roce 1791.